# Eva Müller (Sinologin)
Eva Müller (chin.: Mei Yihua; * 10. Mai 1933 als Eva Menzel in Königsberg) ist eine deutsche Sinologin und Spezialistin für chinesische Literatur.

## Leben
Die Familie von Eva Menzel verließ 1944 Königsberg und sie selbst besuchte die Schule in Eisleben, wo sie 1951 das Abitur ablegte. Sie begann das Studium für Chinesisch-Dolmetscher an der Fremdsprachenschule Leipzig unter Paul Ratschnevsky. Daneben hörte sie Vorlesungen von Eduard Erkes, Käthe Finsterbusch und Zhao Ruihong aus Nanjing am Ostasiatischen Institut der Universität Leipzig. Im Sommer 1954 heiratete sie ihren Kollegen Reiner Müller.
Im Jahr 1954 ging Eva Müller mit ihrem Mann zum Studium an der Universität Peking nach China. Nach einem Sprachjahr studierte sie chinesische Literatur bei You Guo’en, Wang Yao, Lin Geng, Wu Zuxiang und Zhou Yibai, Sprachwissenschaft bei Wang Li und Zhu Dexi sowie Philosophie bei Feng Youlan. Ihre Diplomarbeit schrieb sie über Volkslieder aus der Zeit zu Beginn des Großen Sprungs (Titel: Dàyuèjìn míngē zhōng de láodòng 《大跃进民歌中的劳动》). Im April 1960 kam ihre Tochter Barbara zur Welt und nach Abschluss ihres Studiums in Beijing ging sie mit ihrer Familie nach Berlin (DDR).
Im Jahr 1961 trat Eva Müller eine Stelle als Wissenschaftliche Assistentin am Ostasiatischen Institut der Humboldt-Universität zu Berlin unter Siegfried Behrsing an. Im folgenden Jahr erschien als Ergebnis ihrer Diplomarbeit eine Sammlung von Volksliedern, die sie zusammengestellt hatte. Ihre Dissertation aus dem Jahr 1966 befasste sich mit der Gestalt der weißen Schlange in der chinesischen Literatur. Im gleichen Jahr wurde ihr Sohn Mathias geboren. Später befasste sie sich mit dem klassischen chinesischen Roman, auch da aufgrund der Spannungen zwischen China und der Sowjetunion sowie der DDR Publikationen zu aktuelleren Themen politisch sehr heikel waren. 1970 wurde sie Hochschuldozentin für Geschichte der chinesischen Literatur, Kultur und Sprache und 1983 ordentliche Professorin für Sinologie. Erst in den 1980er Jahren waren wieder Veröffentlichungen zur chinesischen Gegenwartsliteratur möglich und 1984 konnte Eva Müller erstmals wieder nach China reisen. In den 1990er Jahren wurde ihr Forschungsschwerpunkt Frauen in der Literatur sehr deutlich. Zahlreiche Autorinnen, deren Werke Eva Müller übersetzte und vorstellte, kannte sie persönlich, darunter Chi Li, Shu Ting, Lu Xing’er, Ma Ruifang, Su Qing, Chen Ran, Lin Bai und vor allem Zhang Jie.